# 唐凯
唐凯（1916年—1999年8月26日），湖北省黄陂县人，中国人民解放军将领、中国人民解放军开国少将。

## 生平
早年参加红军，担任红三十军第八十八师二六二团政治委员，红三十一军第九十三师二七一团政治处主任、政委，参加长征。抗日战争时期，任中国人民抗日军政大学支队长，第三团副团长兼训练处处长，第二分校一团团长，冀东军区第十六军分区副政治委员兼政治部主任，冀热辽军区支队政治委员。第二次国共内战时期，任辽东军区副政委，东北野战军第三纵队副政委兼政治部主任，第五纵队副政委兼政治部主任，第四野战军特种兵政治部主任。中华人民共和国成立后，任军委民航局副局长，军事工程学院工兵工程系主任，工程兵特种工程设计院院长兼政委，中国人民解放军工程兵副司令员。
1955年，授予中国人民解放军少将。曾参与建设核武器试验场。
1999年8月26日，在北京逝世，享年83岁。